# Noël Hallé
Pour les articles homonymes, voir Hallé.
Noël Hallé, né le 2 septembre 1711 à Paris où il est mort le 5 juin 1781, est un peintre et graveur français.

## Biographie

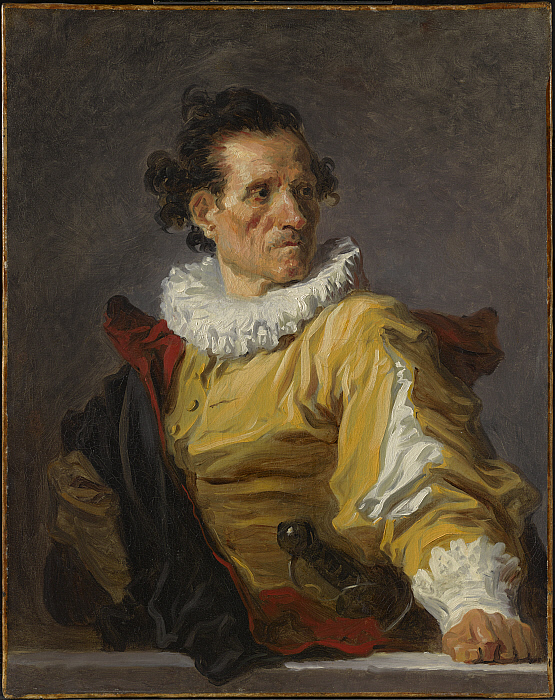
Jean-Honoré Fragonard, Le Guerrier (1770), Williamstown, Clark Art Institute. Portrait présumé de Noël Hallé en costume militaire.

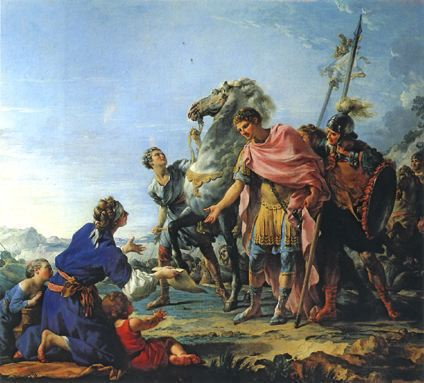
Clémence de Trajan (1765), musée des beaux-arts de Marseille.

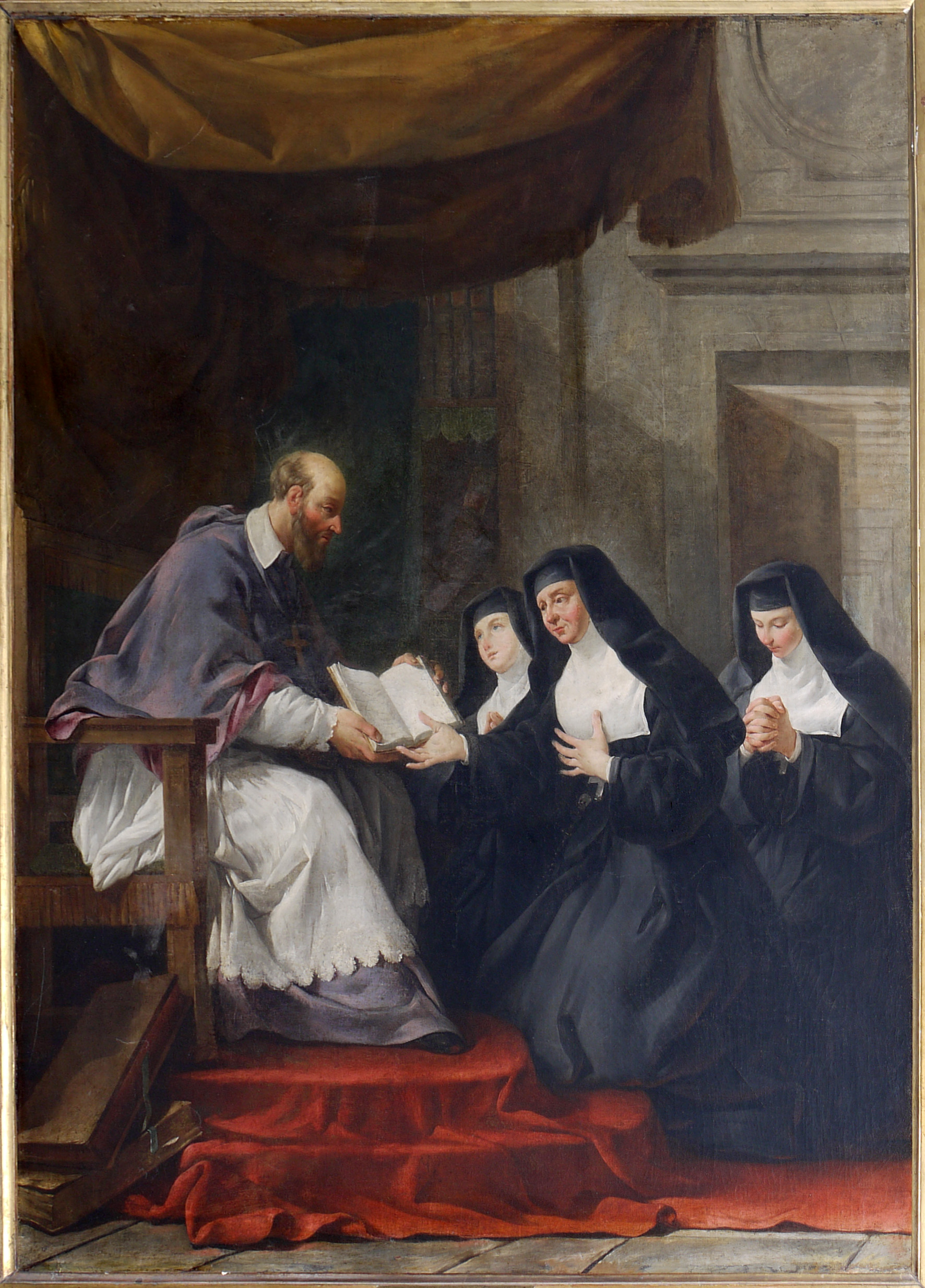
Saint François de Sales donnant à sainte Jeanne de Chantal la règle de l'ordre de la Visitation, Paris, église Saint-Louis-en-l'Île.

Noël Hallé reçoit ses premières leçons de peinture de son père Claude Guy Hallé. Ayant obtenu les principaux prix de l’Académie royale de peinture, il y fut reçu membre. Pensionnaire de l’Académie de France à Rome dans sa jeunesse, il en fut nommé pour une brève période directeur (1775).
Il est le beau-frère de Jean II Restout et le neveu de Jean Jouvenet. Il épousa Geneviève Lorry dont il eut un fils, le célèbre médecin Jean Noël Hallé.
Il fait partie des peintres qui furent l’objet des plus vives satires de Diderot. Ainsi, dans son Salon de 1763, il écrit : « Hallé est toujours le pauvre Hallé. Cet homme a la rage de choisir de grands sujets qui demandent de l’invention, des caractères, du dessin, de la noblesse, toutes qualités qui lui manquent. […] vous êtes d’une fadeur de monotonie insupportable. Vous m’ennuyez, Monsieur Hallé ; vous m’ennuyez. […] Tout cela est misérable. »
En 1776 « des lettres de patentes, lui furent données à Fontainebleau, [...] le roi tenait ce langage:...Le zèle, la capacité, la sage conduite et l'attachement qui, depuis nombre d'années, ont distingué notre cher et bien aimé le sieur Noël Hallé[...], nous l'on fait juger digne de jouir des honneurs et prérogatives de la noblesse.[...] Le rang distingué qu'il tient parmi les peintres français sont autant de considérations qui nous ont déjà déterminé à le nommer chevalier de notre ordre de Saint Michel, mais cette première grâce serait imparfaite si en même temps nous ne lui accordions la noblesse [...] A ces causes nous avons ... annobli et ... annoblissons le sieur Noël Hallé et du titre de noble et d'écuyer l'avons décoré et décorons, voulons et nous plaît qu'il soit censé, réputé noble. »

## Œuvres dans les collections publiques
- Au Canada
  - Canberra, National Gallery of Australia : Cornélia, mère des Gracques.

- Aux États-Unis
  - Boston, musée des beaux-arts : La Mort de Sénèque.

- En France
  - Amiens, Musée de Picardie : Le Jeu de collin-maillard (huile sur toile, vers 1770-1780) ;
  - Angers, musée des beaux-arts : Les Génies de la poésie, de l'histoire, de la physique et de l'astronomie, 1761.
  - Caen, musée des beaux-arts : Pyrame et Thysbe.
  - Cholet, musée d'art et d'histoire : Hercule et Omphale, 1759.
  - Dijon, musée des beaux-arts : L’Hiver ; Vieillard se chauffant à un brasero.
  - Gray (Haute-Saône), musée Baron-Martin : La dispute de Minerve et de Neptune pour parrainer Athènes, huile sur toile, 46 x 54 cm, legs d'Albert Pomme de Mirimonde à la RMN, affecté au musée de Gray.
  - Lille, palais des beaux-arts :
    - Apollon et Midas (vers 1750), 52 × 40 cm ;
    - Egle et Silène ;
    - L’Assomption de la Vierge.

  - Marseille, musée des beaux-arts : Clémence de Trajan, 1765, huile sur toile, 265 × 302 cm[3].
  - Orléans, musée des beaux-arts :
    - La Fuite en Égypte ;
    - Saint Basile devant le préfet Modestus.

  - Paris :
    - Église Saint-Sulpice de Paris :  Jésus et les enfants, 1751, 310 × 190 cm.
    - Église Saint-Louis-en-l'Île : Saint François de Sales donnant à sainte Jeanne de Chantal la règle de l'ordre de la Visitation.
    - musée du Louvre :
      - Dispute de Minerve et de Neptune, 1748, 156 × 197 cm ;
      - La Course d’Hippomène et d’Atalante ;
      - La Dispute de Minerve et de Neptune pour donner un nom a la ville d’Athènes ;
      - Libéralité de Cimon l’Athénien, 322 × 322 cm ;
      - Paysage avec architecture et figures.

  - Reims, musée des beaux-arts :
    - Jésus au milieu des docteurs ;
    - La Résurrection de Lazare.

  - Rouen, musée des beaux-arts : Le Triomphe de Bacchus.
  - Toulon, musée d'art de Toulon : Hercule domptant Achéloüs, vers 1763.
  - Versailles, musée de l'Histoire de France :
    - Les Magistrats de la ville de Paris recevant la nouvelle de la paix de 1763 ;
    - Les Vendanges ou l’Automne.

- Au Royaume-Uni
  - Londres, Institut Courtauld : Mort d’un roi.

## Élèves
- Joseph Barthélemy Lebouteux (1742- 17..)
- Clément-Pierre Marillier
- Pierre-Antoine Mongin

## Décorations
- : Chevalier de l'ordre de Saint-Michel[4].

## Armoiries
| Figure | Blasonnement |
|        | Armes de la famille Hallé D’azur, au chevron d’or surbrisé, chargé de deux demi-vols d’argent en chef et d’un en pointe ; l'écu sommé d'un casque d'acier taré de profil, la visière ouverte, le nazal relevé et le ventail abaissé, montrant trois grille à sa visière. Grandmaison observe dans son dictionnaire héraldique, que cette forme de casque appartenait au gentilhomme de trois-races[...]. |

### Iconographie
- Étienne Aubry, Portrait de Noël Hallé (1711-1781), peintre français, vers 1775, huile sur toile, château de Versailles.
- Jean-Honoré Fragonard, Le Guerrier, portrait présumé de Noël Hallé[5], huile sur toile, Williamstown, Clark Art Institute.